# Félix Nzouango
Félix Victor Anlong Nzouango Bikien (Creil, 7 januari 2003) is een Frans voetballer met Kameroense roots die sinds 2023 uitkomt voor Beerschot VA.

## Clubcarrière
Nzouango genoot zijn jeugdopleiding bij AFC Creil, Amiens SC en Juventus FC. De Italiaanse topclub betaalde in 2020 zo'n drie miljoen euro voor hem. In het seizoen 2021/22 haalde hij met de U19 van Juventus de halve finale van de UEFA Youth League. Nzouango speelde dat seizoen zes wedstrijden in de Youth League. In het seizoen daarop, waarin Juventus in de tussenronde na strafschoppen werd uitgeschakeld door KRC Genk, speelde hij twee wedstrijden in de Youth League. Dat seizoen speelde hij ook tien competitiewedstrijden voor Juventus Next Gen in de Serie C, alsook een bekerwedstrijd in de Coppa Italia Serie C.
In juli 2023 ondertekende Nzouango een tweejarig contract met optie op een extra seizoen bij de Belgische tweedeklasser Beerschot VA, die hem transfervrij kon oppikken bij Juventus.

## Interlandcarrière
Nzouango nam in 2023 met Frankrijk –20 deel aan het WK onder 20 in Argentinië. Hij kwam enkel in actie in de laatste groepswedstrijd tegen Honduras, de enige die Frankrijk kon winnen in Argentinië. Nzouango speelde de hele wedstrijd en legde in de 77e minuut de 1-3-eindscore vast.